# Brandon Knight
Brandon Michael Knight (ur. 1 października 1975 w Oxnard w stanie Kalifornia) – amerykański baseballista, grający na pozycji miotacza, brązowy medalista letnich igrzysk olimpijskich w Pekinie 2008.
Był zawodnikiem New York Mets i New York Yankees, w których rozegrał 15 spotkań. Ostatnio występował w Korean Baseball Organization w zespole Nexen Heroes.